# Faloudeh
Le faloudeh (en persan : فالوده / fâlude) ou encore paloudeh (en persan : پالوده / pâlude) est une glace à base de vermicelles de riz, de jus de citron et d'eau de rose, à l'origine préparée dans la région de Chiraz, province du Fars en Iran, comme l'indique son nom exact : paloudeh chirazi.
L'origine du mot vient du verbe پالودن (pâludan) qui signifie « purifier » et « tamiser » (dictionnaire de Dehkhodâ).

## Recette
Pour préparer le faloudeh traditionnel, les anciens faisaient d'abord dissoudre l'amidon dans l'eau à feu doux en remuant lentement, pour ensuite le mettre dans une passoire pour que le mélange coule, à l'aide d'une spatule en bois. L'amidon sortait de l'autre côté en forme de vermicelles. Ces vermicelles devaient être versés aussitôt dans l'eau glacée pour qu'ils gardent leur forme. On posait ces filaments sur des grands morceaux de glace en rajoutant du jus de citron ou du jus de cerise aigre arrosé à l'eau de rose.
Aujourd'hui, on rajoute différentes essences de plantes comme la fumeterre officinale (Pied-de Céline) ou le rosier des chiens pour varier les saveurs.